# Keiko Yokozawa
Keiko Yokozawa, nata Keiko Nanba (Niigata, 2 settembre 1952), è una doppiatrice giapponese.
È famosa per avere doppiato il personaggio di Dorami nella serie animata Doraemon e nelle opere ad esso correlate.

## Doppiaggio
- Marco - Dagli Appennini alle Ande (Juana)
- Mimì e le ragazze della pallavolo (Sumie Nishi)
- Astro Boy (1980) (Libyan)
- Seisenshi Dunbine (Silky Mau)
- Lo scoiattolo Banner (Suu)
- Blue Seed (Yaobikuni)
- Laputa - Castello nel cielo (Sheeta)
- Wakakusa no Charlotte (Charlotte)
- Cho Kosoku Galvion (Kei)
- City Hunter (Kumi)
- Dokaben (Kyoko Asahina)
- Dragon Ball (Annin)
- Martina e il campanello misterioso (Mami Sakura)
- Goshu il violoncellista (Ragazza con la viola)
- Una ragazza alla moda (Benio Hanamura)
- Hokkyoku no Muushika Miishika (Yuuri)
- Densetsu kyojin Ideon (Anime & Film) (Rin)
- Il fichissimo del baseball (Itsuko, Motsuko)
- Karuizawa Syndrome (Yukari Kuno)
- Pitaten (Misha)
- Milly, un giorno dopo l'altro (Anime & Film) (Misuzu Midorigawa)
- Legend of Lemnear (Lian)
- Le nuove avventure di Lupin III (Eri Zadora (ep.103))
- Belle et Sebastien (Angelina)
- Mega Man Legends (Roll Caskett)
- Mega Man Legends 2 (Roll Caskett)
- Namco X Capcom (Roll Caskett)
- Nichijou (Nano's Key (ep. 25))
- Ryo, un ragazzo contro un impero (Sophia)
- Obake no Q-Taro (0-Jirou)
- Obake no Q-Taro 2 (0-Jirou)
- Oyoneko Boonyan (Uzura Yudeta)
- Patlabor (Takeo Kumagami)
- Il fantastico mondo di Paul (Miina)
- Plastic Little (May)
- Jacky, l'orso del monte Tallac (Jill)
- Shin Don Chuck Monogatari (Lala)
- Lo strano mondo di Minù (Jin, Little Bon, Lou)
- Sue Cat (Maria)
- Sun College (Eru, Natsumi Asaoka)
- Super Robot Wars X (Silky Mau)
- Super Robot Wars T (Silky Mau)
- Il viaggio meraviglioso di Nils Holgersson (Mats)
- Three-Eyed One - Prince in the Devile Island (Pandra)
- Time Bokan (Junko (ep.34-36))
- Yattaman
- Zenderman
- Tobé! Kujira no Peek (Maira)
- Lamù (Madre di Ten)
- Doraemon, serie del 1979 (Dorami / Madre di Shizuka)
- Hello! Lady Lynn (Edward Brighton)